# Барбанти, Серджио
Серджио Барбанти (итал. Sergio Barbanti; род. 28 августа 1957, Милан) — итальянский дипломат. Посол Италии в Израиле.

## Биография
Родился 28 августа 1957 года в Милане. В 1987 году начал работу в МИД Италии. Первоначально работал в Генеральном директорате по экономическим делам. Занимался вопросами реструктурирования иностранного долга стран Африки.
С 1990 года являлся заместителем главы посольства Италии в Зимбабве.
С 1994 года являлся заместителем главы посольства Италии в США по вопросам медиа и политических отношений со странам Латинской Америки и Организацией американских государств.
С 1998 года являлся заместителем главы Генерального директората по политическим делам МИД Италии по вопросам НАТО.
С 2002 года являлся политическим советником Министра государственного управления Италии.
С 2004 года являлся генеральным консулом Италии в Мадриде.
Посол Италии в Черногории (2009 — 2013).
С 2013 года являлся заместителем генерального инспектора МИД Италии.
Посол Италии в Австрии (2017 — 30 сентября 2021).
Посол Италии в Израиле (с 1 октября 2021).